# 1633
1633 (MDCXXXIII) a fost un an comun al calendarului gregorian, care a început într-o zi de sâmbătă.

## Evenimente
- 1633-1634: Construirea Mănăstirii Arnota (jud. Vâlcea) de către domnitorul Matei Basarab.
- Are loc mișcarea anti-grecească din Moldova.

## Nașteri
- 30 martie: Frederic al II-lea, Landgraf de Hesse-Homburg (d. 1708)
- 30 martie: Miron Costin, cronicar și scriitor român (d. 1691)
- 14 octombrie: Iacob al II-lea al Angliei (d. 1701)

## Decese
- 16 iulie: Johann Casimir, Duce de Saxa-Coburg (n. Johann Kasimir), 69 ani (n. 1564)